# Le miroir se brisa (film, 1980)
Pour les articles homonymes, voir Le miroir se brisa (homonymie).
Pour plus de détails, voir Fiche technique et Distribution.
Le miroir se brisa (The Mirror Crack'd) est un film britannique, réalisé par Guy Hamilton, sorti en 1980,. Il est directement adapté du roman éponyme d'Agatha Christie mettant en scène la célèbre détective Miss Marple, mais qui se fait voler la vedette dans le film tant le casting est prestigieux, laissant la part belle à Elizabeth Taylor.

## Synopsis
En 1953, pour le tournage d'un film sur la reine Marie Stuart, la comédienne vieillissante et dépressive Marina Gregg et son époux, le réalisateur Jason Rudd, s'installent dans le village de St-Mary Mead et y achètent une superbe propriété. Au cours d'une fête à laquelle sont conviés les habitants du village, dont Miss Marple, Heather Babcock, jeune admiratrice de Marina Rudd, est retrouvée morte peu après avoir parlé à son idole. Miss Marple, immobilisée par une entorse, parvient néanmoins à découvrir la vérité avec l'aide de son neveu, Dermot Craddock, inspecteur envoyé par Scotland Yard.

## Fiche technique
- Titre original : The Mirror Crack'd
- Titre français : Le miroir se brisa
- Réalisation : Guy Hamilton
- Scénario : Barry Sandler et Jonathan Hales d'après le roman Le miroir se brisa d'Agatha Christie
- Direction artistique : John Roberts
- Décors : Michael Stringer
- Costumes : Phyllis Dalton
- Photographie : Christopher Challis
- Montage : Richard Marden
- Musique originale : John Cameron
- Production : John Brabourne et Richard B. Goodwin
- Sociétés de production : EMI Films Ltd (Royaume-Uni) et G.W. Films
- Pays d'origine :  Royaume-Uni
- Langue : anglais
- Format : Couleur (Technicolor) — 35 mm — 1.85:1 — son mono
- Genre : Film policier
- Durée : 105 minutes
- Dates de sortie :
  - USA : 19 décembre 1980
  - UK : février 1981

## Distribution
- Angela Lansbury (VF : Paula Dehelly) : Miss Jane Marple
- Geraldine Chaplin (VF : Béatrice Delfe[3]) : Ella Zielinsky, secrétaire de Jason et Marina
- Tony Curtis (VF : Michel Roux) : Martin N. Fenn, producteur véreux
- Edward Fox (VF : Philippe Ogouz) : Inspecteur Dermot Craddock, membre de Scotland Yard et neveu de Miss Marple
- Rock Hudson (VF : Jean-Claude Michel) : Jason Rudd, réalisateur et époux de Marina
- Kim Novak (VF : Jacqueline Cohen) : Lola Brewster, vedette concurrente de Marina
- Elizabeth Taylor (VF : Paule Emanuele) : Marina Gregg, actrice vedette dépressive
- Wendy Morgan (VF : Sylvie Feit) : Cherry Baker
- Margaret Courtenay (VF : Claire Guibert) : Dolly Bantry
- Charles Gray (VF : Georges Atlas) : Bates, domestique de Jason et Marina
- Marella Oppenheim : Margot Bence
- Maureen Bennett (VF : Martine Messager) : Heather Babcock, jeune fan inconditionnelle de Marina
- Carolyn Pickles : Miss Giles
- Eric Dodson (VF : Jean-François Laley) : Le Major
- Charles Lloyd-Pack (VF : Edmond Bernard) : le pasteur
- Richard Pearson (VF : Jean Berger) : Docteur Haydock
- Thick Wilson : le maire
- Pat Nye : l'épouse du maire
- Peter Woodthorpe : le chef scout

Acteurs du film projeté
- Anthony Steel : Sir Derek Ridgeley
- Dinah Sheridan : Lady Amanda Ridgeley
- Oriane Grive : Kate Ridgeley
- Kenneth Fortescue : Charles Foxwell
- Hildegarde Nell : Lady Foxcroft
- Allan Cuthbertson (VF : Sady Rebbot) : Peter Monrose
- George Silver : Da Silva
- John Bennett (VF : Georges Atlas) : Barnaby
- Nigel Stock (VF : Jacques Dynam) : Inspecteur Gates

Acteurs non crédités
- Charles Lamb : Villageois présent à la projection du film Murder at Midnight
- Bill Dean : Villageois présent à la projection du film Murder at Midnight
- Llewellyn Rees : Villageois présent à la projection du film Murder at Midnight
- Cyril Kent : Villageois présent à la projection du film Murder at Midnight
- Robert Raglan : Villageois présent à la projection du film Murder at Midnight
- Rita Tobin-Weske : Villageoise présente à la projection du film Murder at Midnight
- Les Conrad : Un invité à la réception
- Jack Dearlove : Un invité à la réception
- Ann Nelson : Une invitée à la réception
- John Doye : Un invité à la réception
- Mike Reynell : Un invité à la réception
- Gerry Judge : Un invité à la réception
- Angus MacKay : Coroner chargé de l'enquête
- Norman Wooland : Le médecin légiste
- Lewis Alexander : Un homme présent à l'enquête du coroner
- Richard Leech : Le directeur de la photographie
- Sam Kydd : le technicien des effets spéciaux
- John Ketteringham : Un technicien
- Bunny Seaman : Une habilleuse
- Pierce Brosnan : James, le jeune acteur jouant une scène avec Marina Gregg
- Derek Lyons : Un figurant jouant un garde de la reine
- Tony Castleton : Un jardinier
- John Dalby : Le chef d'orchestre de la fanfare
- Frank Ellis : Un policier à la fête
- Jerry Baker : Le premier ambulancier
- Reg Turner : Le deuxième ambulancier

## Production
Après le succès international du film Mort sur le Nil de 1978, le producteur John Brabourne décide de réaliser un autre film. Cette fois-ci il veut adapter aussi fidèlement que possible une histoire de Miss Marple. Il confie la réalisation à Guy Hamilton, quadruple réalisateur de films de James Bond. Après Margaret Rutherford, le rôle de Miss Marple incombe cette fois à Angela Lansbury, qui sera plus connue par la suite pour son rôle de Jessica B. Fletcher dans la série Arabesque.

## Autour du film
- Le film respecte fidèlement l'intrigue écrite par Agatha Christie et offre de savoureuses scènes dans lesquelles le cinéma hollywoodien est passé au vitriol (les réparties vipérines entre Elizabeth Taylor et Kim Novak, les coups bas pour tirer la couverture à soi).
- La distribution prestigieuse montre Rock Hudson aux côtés d'Elizabeth Taylor, avec laquelle il était très ami, reformant ainsi le couple qu'ils avaient joué plus de vingt ans auparavant dans Géant. Ironiquement, les deux acteurs sont doublés en français par les comédiens Jean-Claude Michel et Paule Emanuele, également en couple dans la vie.
- Pierce Brosnan fait une apparition muette en tant que comédien face à Elizabeth Taylor.
- Kim Novak/Lola Brewster fait son apparition dans une Cadillac modèle 62 de 1959 , alors que l'action se situe en ..1953